# Orenchi no Furo Jijō
Orenchi no Furo Jijō (オレん家のフロ事情 lit. Las circunstancias de mi baño?) es una serie de manga de comedia en formato yonkoma, escrita e ilustrada por Itokichi. Fue serializada en la revista mensual Monthly Comic Gene de Media Factory desde julio de 2011 hasta el 15 de febrero de 2020, siendo recopilado en un total de ocho volúmenes tankōbon. Una adaptación a serie de anime producida por Asahi Production fue transmitida en Japón desde el 6 de octubre de 2014 hasta el 29 de diciembre del mismo año. 

## Argumento
La historia es una comedia protagonizada por un adolescente llamado Tatsumi, cuyo hogar es frecuentado por unos invitados bastante peculiares. El primero de estos es Wakasa, un tritón exageradamente guapo que debido a ciertas circunstancias ahora vive en la bañera de la casa de Tatsumi. Wakasa es algo egocéntrico e infantil, pero también muy agradable, mientras que Tatsumi es un joven de corazón bondadoso pero de personalidad fría.

## Personajes
Tatsumi (龍己?)
Voz por: Nobunaga Shimazaki
Tatsumi es un estudiante de secundaria quien encontró y rescató a Wakasa en la orilla de un río. Pensando que este estaba herido, lo llevó consigo a su hogar y se sorprendió al descubrir que era un tritón de verdad, pero decidió dejarle permanecer en su bañera. Aunque por lo general es callado y tímido, se ha acostumbrado a vivir con Wakasa y todos sus excéntrico amigos.
Wakasa (若狭?)
Voz por: Yūichirō Umehara
Wakasa es un apuesto y vivaz tritón de largo cabello rubio. Originalmente solía vivir en un río cerca de una presa, sin embargo, debido a la contaminación presente en el río y al hecho de que surgieron rumores sobre avistamiento de sirenas, decidió irse a otro sitio. Fue encontrado agonizando por Tatsumi, quien lo invitó a vivir en su cuarto de baño, un lugar donde esta cómodo y limpio.
Takasu (鷹巣?)
Voz por: Tatsuhisa Suzuki
Takasu es un hombre pulpo y amigo de Wakasa. Tiende a visitar a Wakasa en el baño de Tatsumi y los dos parecen conocerse desde hace mucho tiempo. Le gusta meterse en lugares pequeños y húmedos, tales como la lavadora de Tatsumi.
Mikuni (三国?)
Voz por: Natsuki Hanae
Es un delicado hombre medusa. Debido a que el 99% de su cuerpo se compone de agua, no puede vivir sin ella y se encoge si se seca. También puede transmitir choques eléctricos.
Kasumi (霞?)
Voz por: Ibuki Kido
Es la hermana menor de Tatsumi. Ama excesivamente a su hermano e inicialmente considera a Wakasa su rival, aunque luego ambos logran llevarse bien.
Maki (真木?)
Voz por: Kenjirō Tsuda
Maki es un hombre caracol al que Tatsumi rescató de unos niños abusivos. Maki normalmente tiene una personalidad negativa y autodespreciativa, pero es increíblemente bondadoso.
Agari (安賀里?)
Agari es un gran hombre tiburón que se rumorea fue el modelo para la película Jaws. Es llamado "senpai" (una persona mayor, generalmente de rango más alto o simplemente respetada por la persona que usa el término) por Wakasa, puesto que los tiburones se encuentran en una escala mayor entre los peces. Aunque Agari puede parecer aterrador, en realidad es bastante tímido. Se esconde debajo del agua porque se encuentra demasiado nervioso para hablar, principalmente porque a menudo termina asustando a la gente cuando abre la boca y muestra sus dientes afilados. Por lo tanto, utiliza el lenguaje corporal para comunicarse.
Gorōmaru (五郎丸?)
Es un hombre estrella de mar y otro de los amigos de Wakasa. Tiene la apariencia de un niño y un cuerpo muy pegajoso, además de ser muy bueno escalando paredes.
Echizen (越前?)
Es un hombre cangrejo, viejo amigo de Wakasa y Takasu. Es conocido por su personalidad sádica.
Sōsuke (聡介?)
Es un amigo y compañero de clase de Tatsumi. No tiene idea que su amigo vive con un tritón.
Pato-chan (アヒルちゃん Ahiru-chan?)
Voz por: Yoshihisa Kawahara
Es un pato de hule que se encuentra en el baño de Tatsumi. También actúa como narrador del anime.

## Media

### Manga
El manga cuenta con ocho volúmenes.

#### Lista de volúmenes
| Número | Fecha de publicación     | ISBN                   |
| ------ | ------------------------ | ---------------------- |
| 1      | 27 de marzo de 2012      | ISBN 978-4-8401-4448-3 |
| 2      | 27 de octubre de 2012    | ISBN 978-4-8401-4745-3 |
| 3      | 27 de mayo de 2013       | ISBN 978-4-8401-5065-1 |
| 4      | 27 de mayo de 2014       | ISBN 978-4-0406-6553-5 |
| 5      | 27 de septiembre de 2014 | ISBN 978-4-0406-6864-2 |
| 6      | 27 de octubre de 2015    | ISBN 978-4-0406-7833-7 |

### Anime
Una adaptación a serie de anime producida por el estudio de animación Asahi Production comenzó a transmitirse el 6 de octubre de 2014. La serie es dirigida por Sayo Aoi y escrita por Yuniko Ayana, con diseños de personajes de Koji Haneda. Fue licenciada por Crunchyroll para su transmisión en Norteamérica y otras partes del mundo. El tema de apertura es Chimeishō (致命傷 lit. Herida mortal?) de la banda Matenrou Opera.

#### Lista de episodios
| Número | Título | Estreno                 |
| ------ | --- | ----------------------- |
| 1      | «Las circunstancias especiales de mi baño» «Uchi no Furo no Tokushuna Jijō» (ウチのフロの特殊な事情)                                      | 6 de octubre de 2014    |
| 2      | «Las circunstancias peligrosas de mis finanzas domésticas» «Orenchi no Setsujitsuna Kakei Jijō» (オレん家の切実な家計事情)                | 13 de octubre de 2014   |
| 3      | «Las circunstancias de los amigos de Wakasa: La saga de Takasu» «Wakasa no Tomodachi Jijō Takasu-hen» (若狭のトモダチ事情・鷹巣編)        | 20 de octubre de 2014   |
| 4      | «Las circunstancias de los amigos de Wakasa: La saga de Mikuni» «Wakasa no Tomodachi Jijō Mikuni-hen» (若狭のトモダチ事情・三国編)        | 27 de octubre de 2014   |
| 5      | «Las circunstancias de Halloween en mi casa» «Orenchi no Harowin Jijō» (オレん家のハロウィン事情)                                         | 3 de noviembre de 2014  |
| 6      | «Las circunstancias de mis burbujas» «Orenchi no Awa Jijō» (オレん家の泡事情)                                                             | 10 de noviembre de 2014 |
| 7      | «Mi hermana pequeña y mis circunstancias» «Orenchi no Kyōdai Jijō» (オレん家の兄妹事情)                                                   | 17 de noviembre de 2014 |
| 8      | «Las circunstancias de las tendencias populares en la juventud masculina de hoy» «Imadoki Danshi no Hayari Jijō» (いまどき男子の流行事情) | 24 de noviembre de 2014 |
| 9      | «Las circunstancias de nuestra bondad desnuda» «Hadaka no Otsukiai Jijō» (ハダカのお付き合い事情)                                         | 1 de diciembre de 2014  |
| 10     | «Las circunstancias de los amigos de Wakasa: La saga de Maki» «Wakasa no Tomodachi Jijō: Maki-hen» (若狭のトモダチ事情・真木編)           | 8 de diciembre de 2014  |
| 11     | «Las siete transformaciones de las circunstancias de mi bañera» «Orenchi no Furo Jijō: Nana Henka» (オレん家のフロ事情☆七変化)            | 15 de diciembre de 2014 |
| 12     | «Las circunstancias de Wakasa solo en casa» «Wakasa no Orusubuan Jijō» (若狭のおるすばん事情)                                             | 22 de diciembre de 2014 |
| 13     | «Las circunstancias del trabajo de Wakasa» «Wakasa no Oshigoto Jijō» (若狭のおしごと事情)                                                 | 29 de diciembre de 2014 |